# Anatolia z Sabiny
Anatolia z Sabiny ( zm. 249) – męczennica, święta katolicka.
Pochodziła z zamożnej rzymskiej rodziny. Wg niektórych źródeł siostra Wiktorii z Sabiny. Znana z licznych uzdrowień w prowincji Picenum i pozyskania uzdrowionych dla Chrystusa. Przez rodziców zaręczona z bogatym rzymianinem Tytusem Aureliuszem, jako że ślubowała Chrystusowi odmówiła zamążpójścia. Została oskarżona przez narzeczonego o to, że jest chrześcijanką. Dręczona na różne sposoby z rozkazu sędziego Faustniana. Między innymi puszczano na nią węże, które nic jej nie uczyniły. Pod wpływem tego cudu nawrócił się żołnierz rzymski Audaks. Ostatecznie poniosła śmierć od ciosu mieczem. 
Wspomnienie liturgiczne świętej 9 lub 10 lipca.

## Ikonografia
Przedstawiana jest w stroju bogatej rzymianki, niekiedy w koronie. Jej atrybuty to krzyż, miecz i palma męczeństwa nawiązujące do rodzaju śmierci poniesionej za wiarę chrześcijańską. 